# POS-терминал

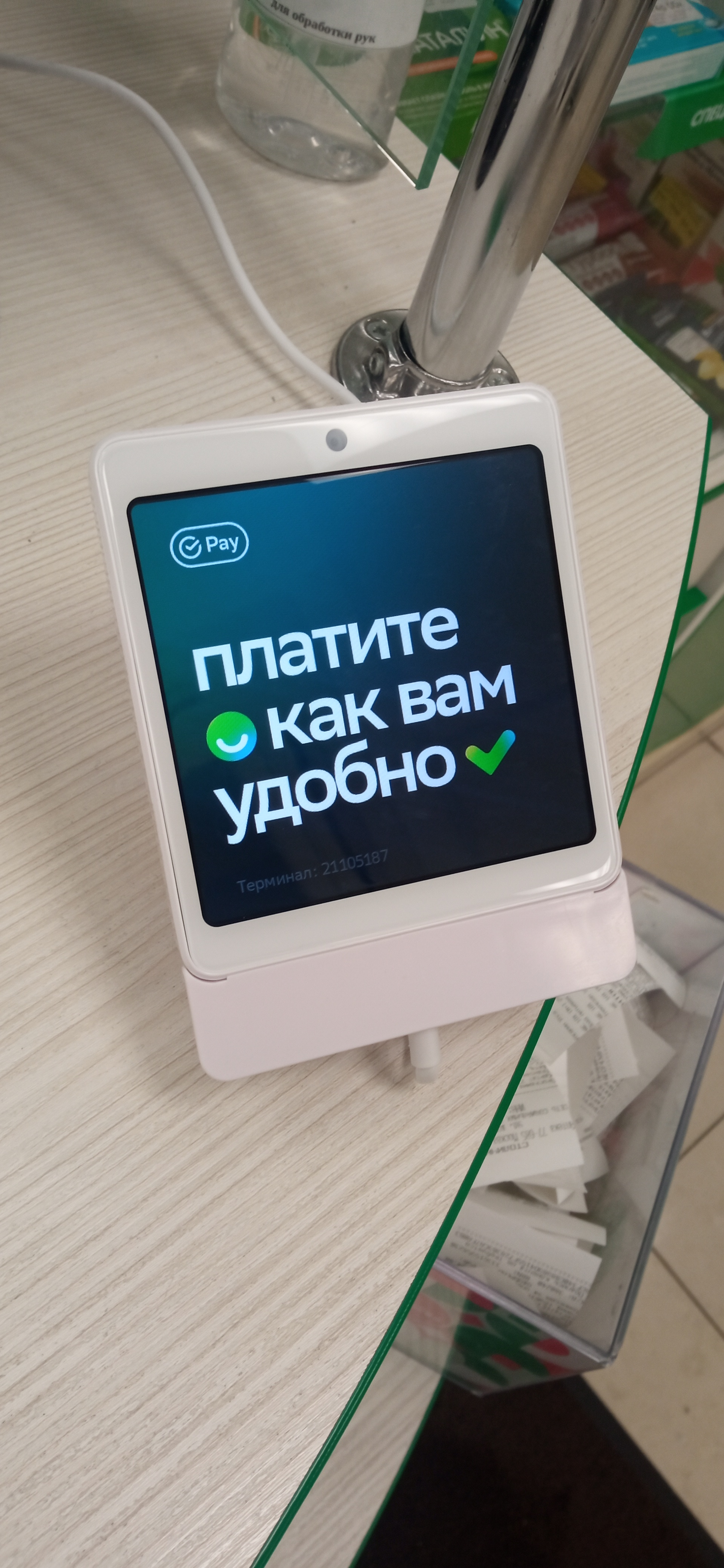
Один из новых POS-терминалов Сбербанка в Москве, 2023 год

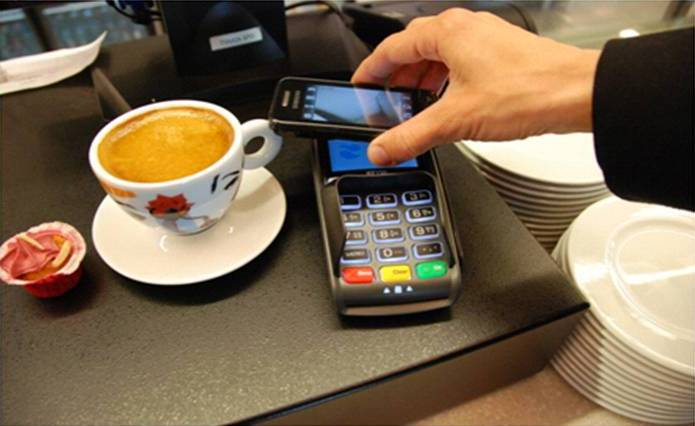
Бесконтактная оплата покупки на POS-терминале

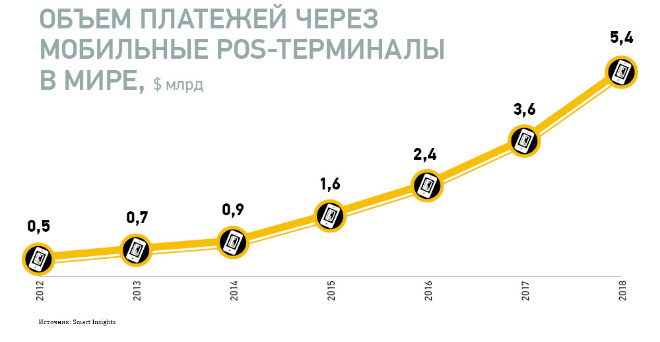
Объём платежей через мобильные POS-терминалы в мире, 2012-2018

POS-терминал (от англ. point of sale — точка продажи и от англ. terminal — окончание) — это электронное программно-техническое устройство для приёма к оплате платёжных карт. Оно может принимать карты с чипом, магнитной полосой и бесконтактные карты, а также другие устройства, имеющие бесконтактное сопряжение. Также под POS-терминалом часто подразумевают весь программно-аппаратный комплекс, который установлен на рабочем месте кассира.
POS-терминал (в отличие от POS-системы) регистрируется как единый программно-аппаратный комплекс с уникальным названием (монитор, системный блок, дисплей покупателя, клавиатура, считыватель карт, печатающее устройство, фискальная часть, программное обеспечение) в Государственном реестре контрольно-кассовых машин соответствующим государственным органом. При этом любые аппаратно-программные видоизменения этого комплекса, подробно описанного в Реестре контрольно-кассовых машин, запрещены.
POS-терминал — аппаратно-программный комплекс, позволяющий осуществлять торговые операции, как это делает обычный кассовый аппарат. Помимо учёта продаж, POS-терминал может накапливать и другие данные для их последующего анализа. POS-терминал имеет интерфейс взаимодействия с пользователем для облегчения поиска нужного товара и получения его характеристик — цены, сроков годности, аннотации и т. д.; формирования фискальных чеков; подсчёта сдачи; выполнения различных отчётов.
Виртуальный POS-терминал — это веб-интерфейс, заменяющий физический POS-терминал и предполагающий схему обслуживания «клиент → оператор → виртуальный POS-терминал» (если её не предполагается, то это называется интернет-банкинг). В данном случае физические устройства заменяются на веб-интерфейс, взаимодействующий с системой банка; клиент вводит в него свои данные и данные своей карты, после чего проходит транзакция об оплате.

## Основные производители
Есть 3 основных глобальных игрока, предлагающих широкий спектр платёжных терминалов. В большинстве стран терминалы предоставляются продавцам через множество дистрибьюторов, которые поддерживают и предварительно настраивают устройства для работы с местными платежными сетями или финансовыми учреждениями.
- Ingenico (Франция)
- PAX Technology (Китай)
- VeriFone (США)

## Платёжные терминалы в России

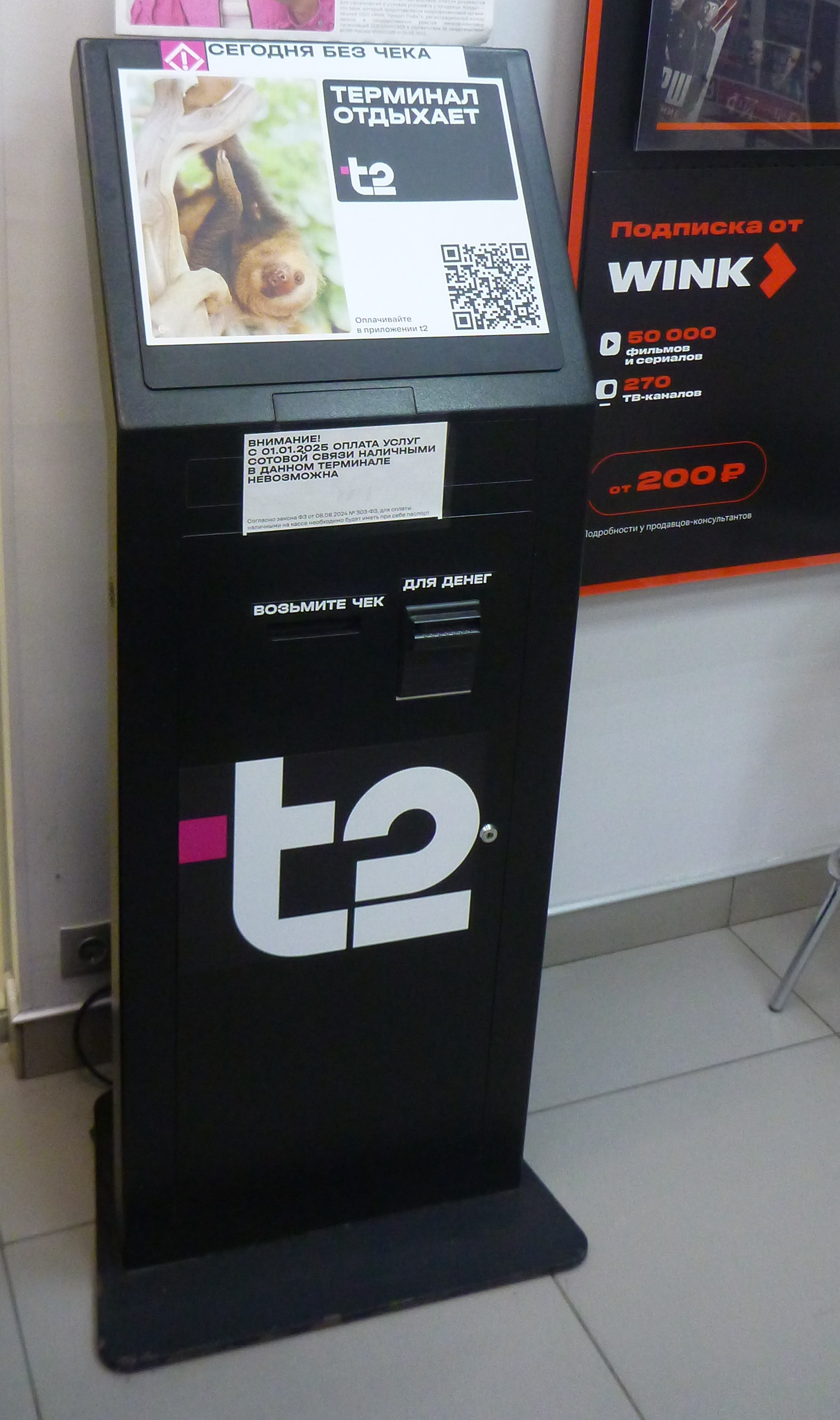
Платёжный терминал в Екатеринбурге с указанием, что согласно закону 2024 года, в России запрещён приём наличных денежных средств через платёжные терминалы.

В соответствии с федеральным законом «О деятельности по приему платежей физических лиц, осуществляемой платёжными агентами» (103-ФЗ, от 03 июня 2009 года), с 1 апреля 2010 года во всех платёжных терминалах должна быть установлена контрольно-кассовая техника, за исключением платёжных терминалов, расчеты которых не связаны с взиманием платёжным агентом с плательщика вознаграждения п. 1 ч. 2 ст. 1 № 103-ФЗ, а также платёжных терминалов, принадлежащих банкам п. 5 ч. 2 ст. 1 № 103-ФЗ.
По состоянию на 1 апреля 2010 года, по данным газеты «Ведомости», ежедневный оборот российских платёжных терминалов составлял около 1,6 млрд рублей.
Согласно оценкам консалтинговой компании J’son & Partners Consulting, оборот рынка платёжных терминалов за 2012 год составил 915 млрд рублей.
По оценкам J’son & Partners Consulting, оборот рынка платёжных терминалов в 2013 году составит 1030 млрд рублей.
В 2020 году, по данным Центрального банка РФ, было совершено 50,2 млрд операций по банковским картам на сумму 102,8 трлн рублей. Учитывались такие операции, как снятие наличных в банкомате, оплата товаров и услуг и переводы денег. 39,1 млрд операций пришлись на платежи в магазинах, общая сумма покупок составила 31,2 трлн рублей.
В 2023 году Банк ВТБ прогнозировал рост объёма розничного POS-оборота в России до отметки в 50 трлн рублей. Также в 2023 году Сбербанк представил новую модель POS-терминалов в России. Новые аппараты принимают оплату с помощью банковских пластиковых карт (в том числе мобильных приложений, таких как SberPay и Mir Pay), с помощью QR-кода, а также с помощью биометрии (на данный момент только для клиентов Сбербанка).